# Українознавча загальноосвітня школа «Берегиня» (м. Львів)
Льві́вська украї́нознавча за́гальноосвітня школа «Берегиня»  — середня загальноосвітня школа I—III ступенів, яка розташована у місті Винники Личаківського району міста Львова.

## Історія
У середині 1940-х роках відкрили Винниківську семирічну школу № 2. 1959 року Винниківська СШ № 2 стала львівською неповною середньою школою № 39 з російською мовою викладання.
Рішенням Львівської міської ради від 16 травня 1997 року «Про ліквідацію неповної середньої школи № 39 у м. Винниках» школу було ліквідовано. Вже влітку того ж року, на базі ліквідованої неповної середньої школи № 39, було відкрито Українознавчу загальноосвітню школу «Берегиня». Від часу відкриття школи «Берегиня» її директор є Галина Юріївна Яковенко. На момент відкриття тут навчалося 62 учні 1-3 класів та працювало 5 вчителів. 2005 року відбувся перший випуск.
У 1990-х роках у школі працювали: Жураківська-Окарма О. Й., Тріль О. С., Гачок Г. В.. Краєвська Л. О.. Галичанівська О. І., Байцар І. А., Кузнєцова І. П., Покровецька Ю. В., Кузик І. П.
У травні 2016 року Личаківською районною організацією Товариства Червоного Хреста серед учнів 9 і 10 класів навчального закладу проведено тренінг з першої домедичної допомоги, провела інструктор ТЧХ з надання першої долікарської допомоги Галина Піскоровська. Заняття пройшли активно. Учні обох класів виявили глибокі знання, набуті на уроках під час вивчення основ долікарської допомоги потерпілим у надзвичайних ситуаціях.